# Stade Saitama 2002
Le stade Saitama 2002 (en japonais : 埼玉スタジアム 2002) est un stade de 63 700 places situé à Saitama au Japon.
Le stade est occupé par le club de football de Urawa Red Diamonds.

## Histoire
Il a été construit dans le but d'accueillir la Coupe du monde 2002.

## Évènements
- Coupe du monde de football de 2002

### Matchs de laCoupe du monde de football de 2002
- Voici les matchs de la Coupe du monde de football de 2002 ayant eu lieu au stade Saitama 2002 :
- 1er tour  Angleterre 1 - 1 Suède

- 1er tour  Japon 2 - 2 Belgique

- 1er tour  Cameroun 1 - 0 Arabie Saoudite

- Demi-finale  Brésil 1 - 0 Turquie

## Galerie

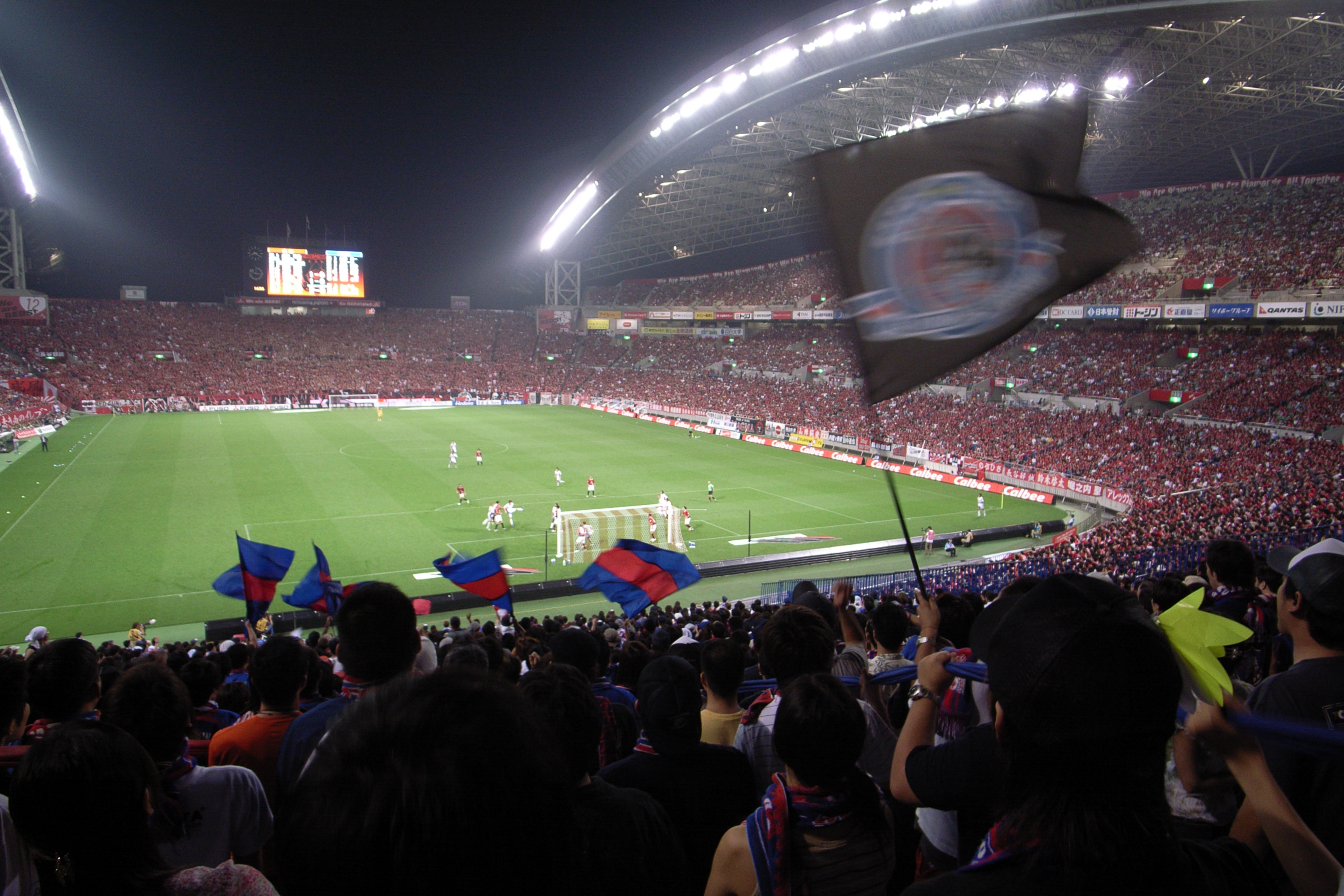
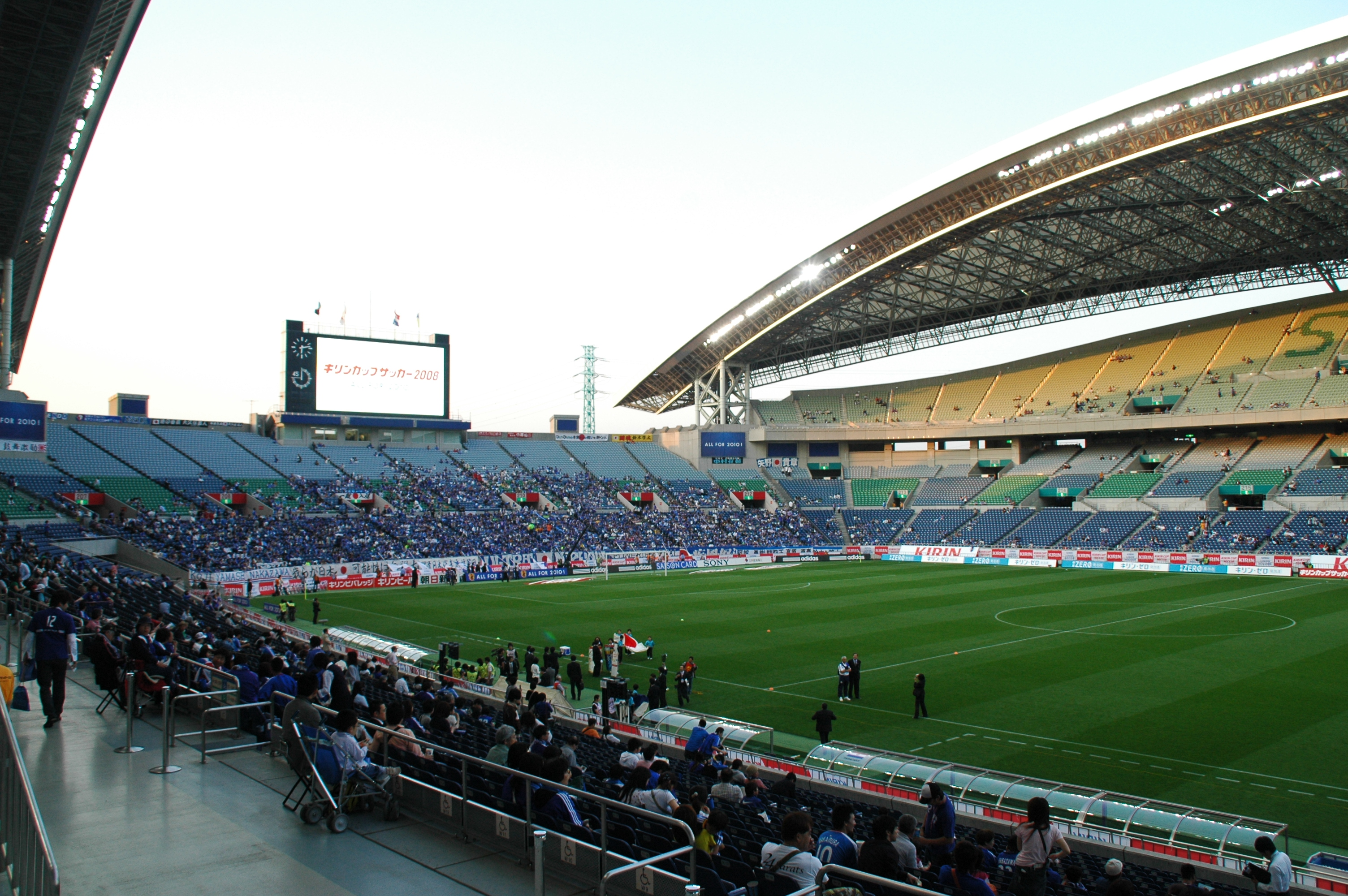
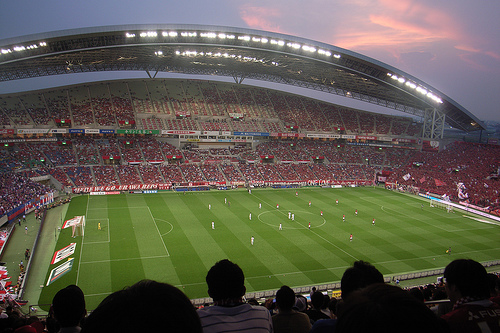
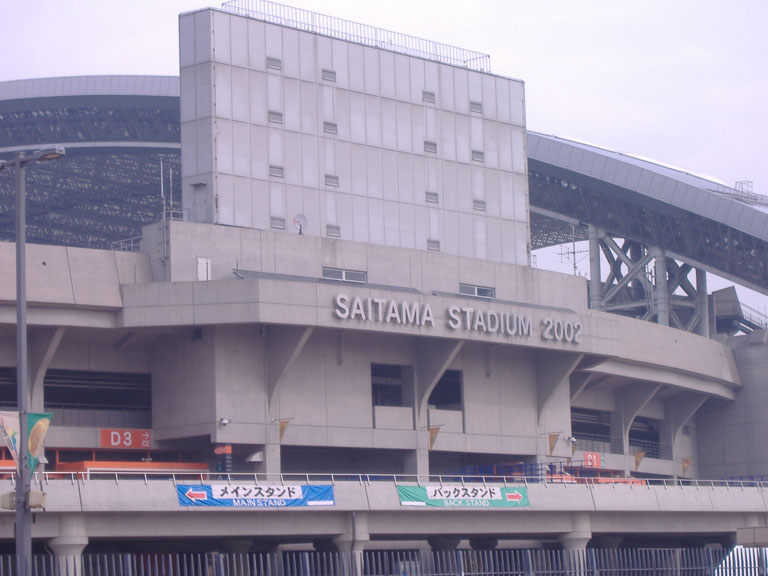